# Strelizen

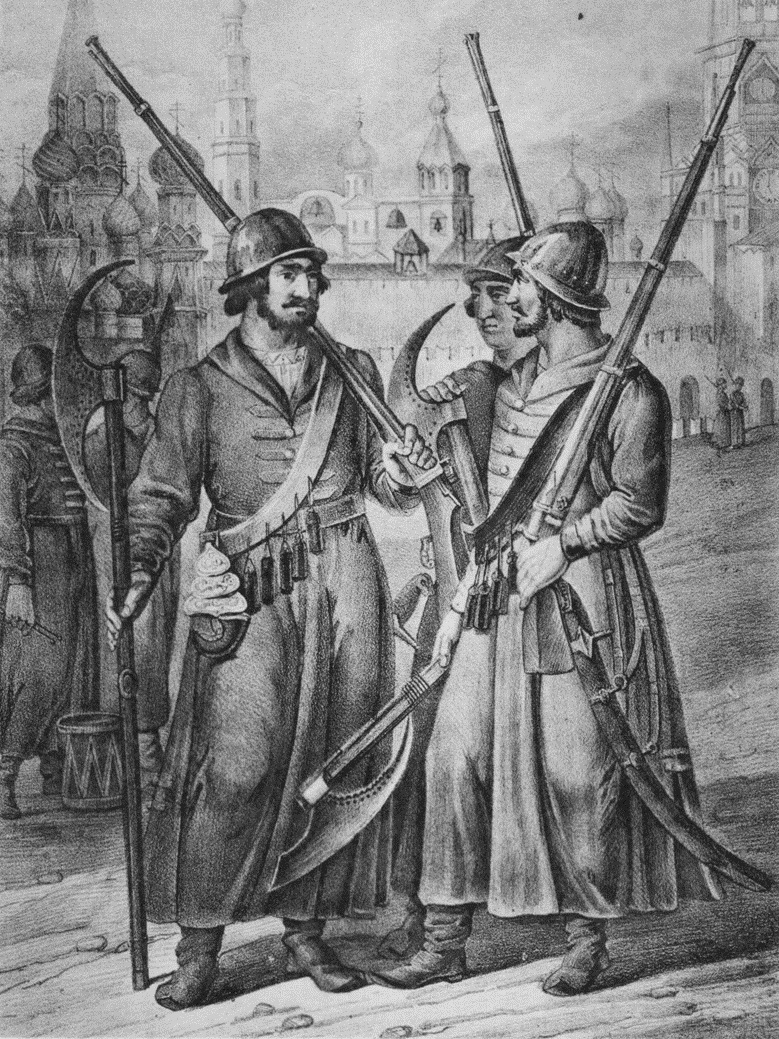
Alexander Wiskowatow (1804–1858): Strelizen im 17. Jahrhundert mit Muskete, Säbel und Berdysch

Strelizen (auch Strelitzen; russ. Singular стрелец strelez, Plural стрельцы́ strelzy „(Bogen)schütze“, von slaw. strela „Strahl, Pfeil“) ist die Bezeichnung für die von Zar Iwan IV. um 1550 eingeführte, mit Muskete und Glefe oder Berdysch (russ. бердыш) ausgestattete Palastgarde. Die Strelizen wurden bald zu einem stehenden Heer mit zehntausenden Mitgliedern ausgebaut und stellten damit die erste reguläre Berufsarmee in der Geschichte Russlands dar. Der Strelizenstand war erblich und wurde mit gutem Sold und Grundbesitz entlohnt. Die Strelizen wurden im Laufe der Zeit zu einem „Staat im Staate“ und griffen häufig in die Politik ein.

## Geschichte
Iwan IV. war der erste Großfürst von Moskau, der sich zum Zar krönen ließ, wobei seine Macht allerdings dadurch eingeschränkt wurde, dass die Bojaren weiterhin eine sehr große Unabhängigkeit besaßen. 1550 gründete er deshalb die Strelitzi, die zunächst vor allem als Palastgarde und Hausmacht des jungen Zaren dienen sollten.
Die Strelizen lebten in den Städten in eigenen Stadtteilen (Sloboda) und dienten in Friedenszeiten als Polizei und Wachtruppe, außerdem wurden sie auch als Feuerwehr eingesetzt. Ihre Ausbildung beschränkte sich auf Grundelemente des Waffendienstes und die Ausübung der genannten Aufgaben. Dafür waren sie von denjenigen Abgaben und Diensten befreit, die von der übrigen Stadtbevölkerung gefordert wurden. Im Vergleich zum Adelsaufgebot waren sie besser bewaffnet und ausgebildet. Das gab ihnen im Krieg einen höheren Gefechtswert. Aufgrund dessen und wegen ihrer Garde- und Elitefunktion werden sie oft mit den römischen Prätorianern oder den türkischen Janitscharen verglichen.

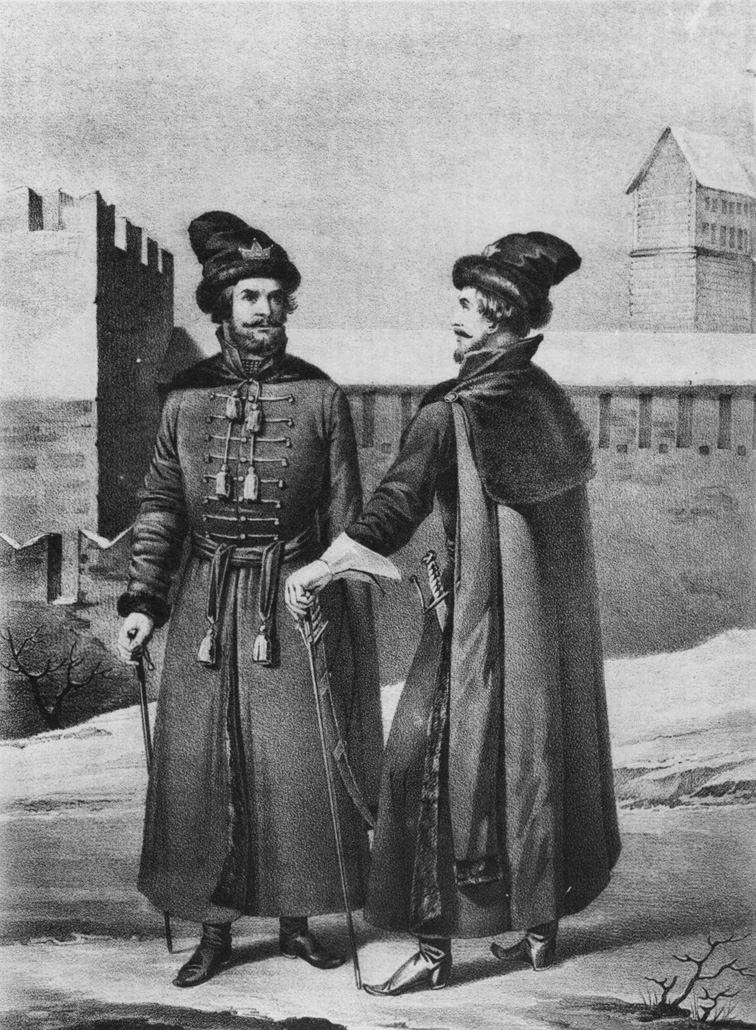
Offiziere der Strelizenregimente 1674

Einerseits wurden sie zur Niederschlagung von Unruhen eingesetzt, andererseits traten sie seit der zweiten Hälfte des 17. Jahrhunderts bei Volksaufständen selbst mehrfach als führende und organisierende Kraft gegen die Regierung auf. Dazu führten auch die vielen Kriege in der zweiten Hälfte des 17. Jahrhunderts, die mit einer raschen Verarmung einherging, denn die Strelizen erhielten wenig Sold und waren deshalb auf ihre eigenen Gewerbe angewiesen, die ihre Frauen in ihrer Abwesenheit unzureichend weiterführten. Unter Zar Fjodor III. verschlechterte sich ihre soziale Lage rasch; ihre Privilegien, unter anderem Abgabefreiheit für ihren Handel und ihr Gewerbe, wurden eingeschränkt oder ganz aufgehoben. Hinzu kamen Willkür und Grausamkeit der Kommandeure, die Strelizen für sich arbeiten ließen, Löhne zurückbehielten und Prügelstrafen verhängten.
Der erste Strelizenaufstand war 1682. Auslöser waren Gerüchte, denen zufolge Fjodor nicht eines natürlichen Todes gestorben, sondern von Natalja Naryschkina, der zweiten Frau des vorherigen Zaren Alexei I., mit Einverständnis ihrer Familie umgebracht worden sei. Verstärkt wurde die Aufregung der Strelizen durch die Nachricht, dass die Naryschkins zugunsten von Nataljas Sohn – dem späteren Peter der Große – auch den rechtmäßigen Erben Iwan V. umgebracht hätten (was nicht stimmte). Daraufhin stürmten die Strelizen den Kreml, wo sie ein Blutbad anrichteten und forderten, dass Peters Halbbruder Iwan trotz seiner Geisteskrankheit ebenfalls zum Zaren ernannt werde, da er der ältere Nachfolger sei. Am 6. Juli fand unter dem Druck der Strelizen die doppelte Krönung der beiden Zaren Iwan und Peter statt.

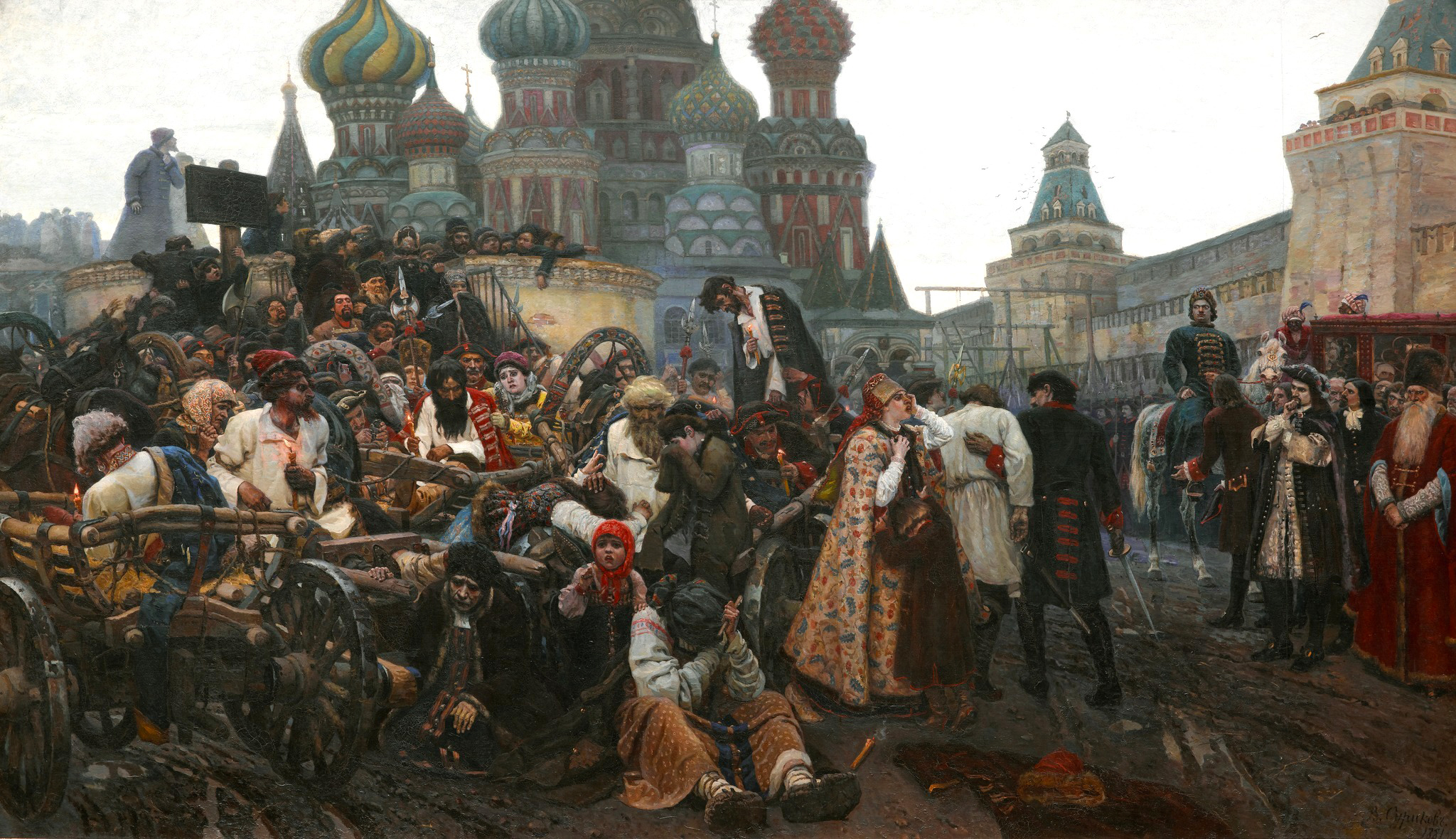
Wassili Surikow (1848–1916): Am Morgen der Hinrichtung der Strelizen durch Zar Peter I.

Der zweite Strelizenaufstand von 1698 brach aufgrund eines Briefes aus, in dem Sofia Alexejewna zur Palastrevolution und zu Gewalttaten gegen Ausländer aufgerufen hatte. Zar Peter, der sich zu Studienzwecken in Wien befand, kehrte zurück, schlug den Aufstand nieder, erzwang unter Folter Beweise für die Beteiligung der Verschwörer und hielt ein blutiges Strafgericht mit unzähligen Hinrichtungen, bei denen er selbst teilweise mit Hand anlegte. Danach löste er das Heer der Strelizen endgültig auf (siehe Petrinische Reformen).

## Andere Bedeutung
Strelez ist eine russische schultergestützte Flugabwehrrakete.